# If Stockholm Open 2011
If Stockholm Open 2011 — тенісний турнір, що проходив на кортах з твердим покриттям у місті Стокгольм, Швеція з 17 жовтня . Належав до категорії ATP World Tour 250.

## Фінальна частина

### Одиночний розряд
Гаель Монфіс —  Яркко Ніємінен 7–5, 3–6, 6–2

### Парний розряд
Роган Бопанна /  Айсам-уль-Хак Куреші —  Марсело Мело /  Бруно Соарес 6–1, 6–3